# 同倫群
在數學中，同倫群是拓撲空間的一種同倫不變量。同倫群的研究是同倫理論的基石之一，一般空間的同倫群極難計算，即使對球面 {\displaystyle S^{n}} 的情形，至今也沒有完整結果。

## 定義

基本群的群運算

設 {\displaystyle X} 為拓撲空間而 {\displaystyle S^{n}} 為 {\displaystyle n} 維球面。選定基點 {\displaystyle a\in S^{n},x\in X}。定義 {\displaystyle \pi _{n}(X,x)} 為 {\displaystyle [S^{n},X]}，也就是由保持基點的連續映射 {\displaystyle f:S^{n}\to X} 的同倫類構成的集合。為了方便起見，以緯垂坐標表示球面上的點，即：{\displaystyle s_{1}\wedge \cdots \wedge s_{n}} 表示 {\displaystyle (s_{1},\ldots ,s_{n})\in [0,1]^{n}} 在商映射 {\displaystyle [0,1]^{n}\to [0,1]^{n}/\partial ([0,1]^{n})\simeq S^{n}} 下的像。取 {\displaystyle S^{n}} 的基點為 {\displaystyle a=0\wedge \cdots \wedge 0}。

注意到當 {\displaystyle n=0} 時，{\displaystyle S^{0}=\{-1,1\}} 而 {\displaystyle \pi _{0}(X,x)} 的元素一一對應到  {\displaystyle X} 的連通分支。
對於 {\displaystyle n\geq 1}，{\displaystyle \pi _{n}(X,x)} 帶有自然的群結構：首先，我們構造一個連續映射：
{\displaystyle s:S^{n}\to S^{n}\vee S^{n}}
在此 {\displaystyle S^{n}\vee S^{n}} 定義為將兩份 {\displaystyle S^{n}} 沿基點黏合得到的拓撲空間。映射 {\displaystyle s} 定義為
{\displaystyle s(x_{1}\wedge \cdots \wedge x_{n})={\begin{cases}x_{1}\wedge \cdots \wedge x_{n-1}\wedge (1-2x_{n}),&x_{n}\leq {\frac {1}{2}}\\x_{1}\wedge \cdots \wedge x_{n-1}\wedge (2x_{n}-1),&x_{n}\geq {\frac {1}{2}}\end{cases}}}
直觀來看，{\displaystyle s} 的效應相當於將球面 {\displaystyle S^{n}} 沿赤道掐扁。
給定 {\displaystyle f,g:I^{n}\to X}，我們定義 {\displaystyle f*g:=(f\sqcup g)\circ s}，由於 {\displaystyle f(a)=g(a)=x}，此函數有完善的定義。此外也不難驗證 {\displaystyle f*g} 僅依賴於 {\displaystyle f,g} 的同倫類。
可以證明運算 {\displaystyle f,g\mapsto f*g} 滿足群公理，其單位元素為常值映射 {\displaystyle \forall s\in S^{n},\;e(s)=x}。{\displaystyle \pi _{1}(X,x)} 不外就是基本群；而當 {\displaystyle n\geq 2} 時，{\displaystyle \pi _{n}(X,x)} 是阿貝爾群，稱為高階同倫群。不同基點對應的同倫群只差一個自然同構。
若在定義中省掉基點，則得到的集合 {\displaystyle [S^{n},X]} 等同於 {\displaystyle \pi _{n}(X,x)} 在 {\displaystyle \pi _{1}(X,x)} 作用下的軌道集。可見若 {\displaystyle \pi _{1}(X,x)\neq 0}，{\displaystyle [S^{n},X]} 未必有自然的群結構。

## 纖維化導出長正合序列
設 {\displaystyle p:E\to B} 為保基點的塞爾纖維化，纖維的同倫類定義為 {\displaystyle F}。此時可導出同倫群的長正合序列（以下略去基點）：
{\displaystyle \cdots \to \pi _{n}(F)\to \pi _{n}(E)\to \pi _{n}(B)\to \pi _{n-1}(F)\to \cdots \to \pi _{0}(E)\to \pi (B)\to 1}
儘管這裡的 {\displaystyle \pi _{0}} 只是個集合，而 {\displaystyle \pi _{1}} 未必是阿貝爾群，它們仍帶有特殊的元素（{\displaystyle \pi _{n\geq 1}} 的單位元、{\displaystyle \pi _{0}} 中包含基點的連通分支），可以用這些元素定義正合序列。
纖維化映射是計算高階同倫群的基本手段。

## 相對同倫群
給定 {\displaystyle A\subset X}，可以定義相對同倫群 {\displaystyle \pi _{n}(X,A)} 為映射 {\displaystyle f:(D^{n},S^{n-1})\to (X,x)} 的同倫類，這意味著我們僅考慮滿足 {\displaystyle f(S^{n-1})=x} 的連續映射，以及其間滿足相同限制的同倫。若取 {\displaystyle A} 為一點，便回到同倫群的原始定義。相對同倫群也有纖維化長正合序列。

## 文獻
- Hatcher, Allen, , Cambridge University Press, 2002  [2008-04-15], ISBN 978-0-521-79540-1, （原始内容存档于2012-02-20）